# Caripodia
Caripodia is een geslacht van vlinders van de familie spinneruilen (Erebidae), uit de onderfamilie Arctiinae.

## Soorten
- C. albescens (Hampson, 1907)
- C. aurantiacella Kiriakoff, 1954
- C. consimilis Hampson, 1918
- C. chrysargyria Hampson, 1900
- C. fusca Berio, 1939
- C. fuscicincta Hampson, 1914
- C. metaleuca Hampson, 1900
- C. persimilis Hampson, 1914
- C. semisericea Kiriakoff, 1954